# AA Cambaraense
Die Associação Atlética Cambaraense war ein Fußballklub aus Cambará, im brasilianischen Bundesstaat Paraná.

## Geschichte
Cambaraense wurde am 30. Mai 1947 gegründet, nach anderer Quellenlage erst am 6. Januar 1950. 1952 fand ein besonderes Erlebnis für die Fans des Klubs statt. Am 18. Mai empfing man den FC Santos zu einem Freundschaftsspiel, welches Cambaraense mit 4:2 gewinnen konnte.
Im selben Jahr nahm der Klub erstmals an Spielen der Staatsmeisterschaft von Paraná teil. Man debütierte am 15. Juni beim CA Ferroviário und verlor mit 2:4. Das zweite Spiel gegen den EC Água Verde gestaltete sich schon erfolgreicher. Das Heimspiel gewann der Klub mit 3:2. Am Ende der Meisterschaft im März 1953 hatte Cambaraense in 16 Spielen drei Siege und zwei Unentschieden bei 32:44 Toren erreicht. Dieses reichte für den neunten Platz bei zehn Teilnehmern.
In der Folgesaison schnitt Cambaraense besser ab. Man erreichte in 18 Partien 14 Siege und vier Niederlagen (57:25 Tore). Damit erreichte der Klub zwei Punkte hinter Ferroviário und sechs vor Água Verde die Vizemeisterschaft. Ab 1954 nahm Cambaraense nicht mehr an Spielen der Staatsmeisterschaft teil.
Wie in anderen Städten der Region wurden die Fußballmannschaft von Bauern unterhalten. Im Fall von Cambaraense waren dieses Kaffeeanbauer. Die Rodovia do Café führt nicht unweit von Cambará vorbei. Das Engagement der Bauern endete nach der erfolgreichen Saison. Diese hatten 1953 massive Ernteausfälle durch Frost erlitten. In dessen Folge waren die Kaffeepreise an der New Yorker Börse hochgetrieben worden, bis zum Jahreswechsel 1953/54 auf 75 Cent je Pfund und bis April 1954 sogar auf 89 Cent. Dieses folgte zu einem Kaffeestreik der USA-Hausfrauen, der böse Folgen für die gesamte brasilianische Außenwirtschaft hatte und die Ergebnisse der Hausse zunichtemachte. Ohne das Geld aus dem Kaffee war es schwierig, das Team aufrechtzuerhalten. Cambaraense nahm erst 1959 den Spielbetrieb wieder auf, allerdings ohne Rückkehr in die Staatsmeisterschaft.
1962 konnte Cambaraense die regionale Campeonato da Série Norte Pioneiro gewinnen. 1963 wurde Cambaraense aufgelöst, in dem er sich der Verschmelzung des CER Operário mit dem Cambará AC anschloss. Diese beiden Klubs erschienen erstmals 1961 auf Bildfläche der Staatsmeisterschaft.

## Teilnahme an Fußballwettbewerben
| Wettbewerb          | Teilnahmen |
| ------------------- | ---------- |
| Staatsmeisterschaft | 1952–1953  |